# Biphyllidae
Biphyllidae je čeleď brouků z nadčeledi Cucujoidea.

## Taxonomie
- rod Althaesia Pascoe, 1860
- rod Anchorius Casey, 1900
- rod Anobocoelus Sharp, 1900
- rod Biphyllus Dejean, 1821
- rod Diplocoelus Guérin-Ménéville, 1844
- rod Euderopus Sharp, 1900
- rod Eurhanius Reitter, 1877
- rod Gonicoelus Sharp, 1900